# N-碘代丁二酰亚胺
N-碘代丁二酰亚胺（NIS）是一种有机化合物，化学式为C4H4INO2。它最初由Bunge于1870年通过丁二酰亚胺银和碘的反应制得。它可用作烯烃和芳香烃的碘化试剂及温和的氧化剂。